# Єнакієвська міська рада
Єна́кієвська міська́ ра́да (до 2009 року — Єнакіївська) — адміністративно-територіальна одиниця та орган місцевого самоврядування у Донецькій області з адміністративним центром у місті обласного значення Єнакієвому.

## Загальні відомості
- Територія ради: 252 км²
- Населення ради: 127 512 осіб (станом на 1 лютого 2014 року)[2]

## Населення
За результатами перепису населення 2001 року в міськраді мешкало 162 778 осіб, з них 45.3% — українці, 51.4% — росіяни, 1.1% — білоруси. Розподіл населення за рідною мовою виглядав так: українська — 13,56%, російська — 85,72%.

## Адміністративний устрій
Міській раді підпорядковані населені пункти:
- м. Єнакієве
- с. Авіловка
- с. Шапошникове
- Юнокомунарівська міська рада
  - м. Бунге
  - смт Дружне
- Софіївська селищна рада
  - смт Софіївка
  - с. Новоселівка
  - с-ще Старопетрівське
- Корсунська селищна рада
  - смт Корсунь
  - с. Верхня Кринка
  - с. Кринички
  - с. Путепровід
  - с. Шевченко
  - с-ще Щебенка

## Історія
Донецька обласна рада рішенням від 28 квітня 2009 року уточнила назву Єнакіївської міської ради на Єнакієвську.
11 грудня 2014 року Верховна Рада України змінила межі Артемівського району Донецької області, збільшивши територію Артемівського району на 17297 гектарів земель за рахунок передачі до його складу 8533 гектарів земель, що знаходяться у віданні Вуглегірської міської ради Єнакієвської міської ради (у тому числі території міста Вуглегірськ, селища Булавине, селища Грозне, селища Каютине, селища Красний Пахар, селища Савелівка), 8035 гектарів земель — Ольховатської селищної ради Єнакієвської міської ради (у тому числі території села Весела Долина, селища міського типу Ольховатка, селища Данилове, селища Іллінка, селища Рідкодуб, селища Кам'янка), 729 гектарів земель — Булавинської селищної ради Єнакієвської міської ради (у тому числі території селища міського типу Булавинське, селища міського типу Олександрівське, селища міського типу Оленівка, селища міського типу Прибережне).
- Вуглегірська міська рада
  - м. Вуглегірськ
  - с-ще Булавине
  - с-ще Грозне
  - с-ще Каютине
  - с-ще Ступакове
  - с-ще Савелівка
- Булавинська селищна рада
  - смт Булавинське
  - смт Олександрівське
  - смт Оленівка
  - смт Прибережне
- Ольховатська селищна рада
  - смт Ольховатка
  - с. Весела Долина
  - с-ще Данилове
  - с-ще Іллінка
  - с-ще Кам'янка
  - с-ще Рідкодуб

## Склад ради
Рада складається з 50 депутатів та голови.
- Голова ради: Олейник Валерій Валерійович

### Депутати
За результатами місцевих виборів 2010 року депутатами ради стали:

#### За суб'єктами висування
| Суб'єкт висування                 | Кількість обраних депутатів | %  |
| --------------------------------- | --------------------------- | -- |
| Партія регіонів                   | 45                          | 90 |
| Комуністична партія України       | 4                           | 8  |
| Політична партія «Сильна Україна» | 1                           | 2  |

#### За округами
| № округу                          | Прізвище, ім'я, по батькові       | Дата визнання обраним | Освіта             | Партійна приналежність                  | Відомості про обраного депутата                                                                            |
| --------------------------------- | --------------------------------- | --------------------- | ------------------ | --------------------------------------- | --- |
| Комуністична партія України       |                                   |                       |                    |                                         | |
| б/м                               | Омельченко Ганна Миколаївна       | 03.11.2010            | вища               | член Комуністичної партії України       | пенсіонер                                                                                                  |
| б/м                               | Лавріненко Василь Сергійович      | 03.11.2010            | вища               | член Комуністичної партії України       | Єнакіїв-ський коксохім завод, начальник елек- тричних підстанцій                                           |
| б/м                               | Васильєв Володимир Миколайович    | 03.11.2010            | вища               | член Комуністичної партії України       | ТОВ. «Плєт-Так», інженер технічного відділу                                                                |
| 11                                | Кучерова Галина Миколаївна        | 03.11.2010            | вища               | позапартійна                            | приватний підприємець                                                                                      |
| Партія регіонів                   |                                   |                       |                    |                                         | |
| б/м                               | Стрельникова Ірина Станіславівна  | 03.11.2010            | вища               | член Партії регіонів                    | Апарат Єнакієвської міської організації Партії регіонів, керівник апарата                                  |
| б/м                               | Щука Ірина Миколаївна             | 03.11.2010            | вища               | член Партії регіонів                    | Єнакієвський міський центр зайнятості, заступник директора                                                 |
| б/м                               | Крохмалюк Віра Геннадіївна        | 03.11.2010            | вища               | член Партії регіонів                    | Виконком Єнакієвської міської ради, начальник відділу культури                                             |
| б/м                               | Богданова Тетяна Миколаївна       | 03.11.2010            | вища               | член Партії регіонів                    | Виконком Єнакієвської міської ради, начальник юридичного відділу                                           |
| б/м                               | Литвинов Дмитро Леонідович        | 03.11.2010            | вища               | член Партії регіонів                    | ВАТ «Єнакієвський металургійний завод», директор по збуту                                                  |
| б/м                               | Данилін Роман Валерійович         | 03.11.2010            | вища               | член Партії регіонів                    | Єнакієвська міська молодіжна громадська організація «Фонд розвитку особистості», голова правління          |
| б/м                               | Озюменко Євген Юрійович           | 03.11.2010            | вища               | член Партії регіонів                    | Виконком Єнакієвської міської ради, радник міського голови                                                 |
| б/м                               | Черненков Сергій Павлович         | 03.11.2010            | вища               | член Партії регіонів                    | ВАТ «Єнакієвський металургійний завод», директор з виробництва                                             |
| б/м                               | Мадар Олександр Ємерікович        | 03.11.2010            | вища               | член Партії регіонів                    | Приватне акціонерне товариство «Єнакієвський коксохімпром», генеральний директор                           |
| б/м                               | Череповський Павло Васильович     | 03.11.2010            | вища               | член Партії регіонів                    | Державне підприємство «Орджонікідзе-вугілля», генеральний директор                                         |
| б/м                               | Сидоренко Володимир Вікторович    | 03.11.2010            | вища               | член Партії регіонів                    | Комунальна лікувально-профілактична установа «Міська лікарня № 2», завідувач відділенням гінекології       |
| б/м                               | Бутов Ігор Миколайович            | 03.11.2010            | середня спеціальна | член Партії регіонів                    | Єнакієвське дочірнє підприємство Відкритого акціонерного товариства «Облтопливо», директор                 |
| б/м                               | Степанов Валентин Петрович        | 03.11.2010            | вища               | член Партії регіонів                    | ВАТ «Єнакієвський металургійний завод» Філіал дитячої юнацької футбольної академії ФК «Шахтар», директор   |
| б/м                               | Спиридонов Роман В'ячеславович    | 03.11.2010            | вища               | член Партії регіонів                    | Приватне підприємство «Союз-авто ЄН», директор                                                             |
| б/м                               | Соловйов Олег Миколайович         | 03.11.2010            | вища               | член Партії регіонів                    | ВАТ «Єнакієвський металургійний завод», заступник генерального директора по персоналу і загальним питанням |
| б/м                               | Труш Людмила Олександрівна        | 03.11.2010            | вища               | член Партії регіонів                    | Єнакієвська міська організація профспілки робітників освіти та науки України, голова                       |
| б/м                               | Авдєєв Олександр Васильович       | 03.11.2010            | вища               | член Партії регіонів                    | «Міський центр здоров'я», головний лікар                                                                   |
| б/м                               | Руденко Олег Валерійович          | 03.11.2010            | вища               | член Партії регіонів                    | Структурний підрозділ «Автобаза» Державного підприємства «Орджонікідзевугілля», директор                   |
| б/м                               | Оленін Олександр Борисович        | 03.11.2010            | вища               | член Партії регіонів                    | Виробнича одиниця «Єнакієветепломережа», головний інженер                                                  |
| б/м                               | Чеснокова Олена Володимирівна     | 03.11.2010            | вища               | член Партії регіонів                    | Апарат Єнакієвської міської організації Партії регіонів, спеціаліст з обліку кадрів                        |
| б/м                               | Валуйських Іван Дмитрович         | 03.11.2010            | вища               | член Партії регіонів                    | Єнакієвське міське управління Пенсійного фонду України, начальник                                          |
| 1                                 | Громов Сергій Анатолійович        | 03.11.2010            | середня            | член Партії регіонів                    | пенсіонер                                                                                                  |
| 2                                 | Моспанова Наталя Тихонівна        | 03.11.2010            | вища               | член Партії регіонів                    | НВК № 5 м. Єнакієве, директор                                                                              |
| 3                                 | Зайцев Юрій Костянтинович         | 03.11.2010            | вища               | член Партії регіонів                    | ТОВ «Металл-транзит», виконавчий директор                                                                  |
| 4                                 | Зарянов Роман Мамедович           | 03.11.2010            | вища               | член Партії регіонів                    | ТОВ «ДіПі форвардінг», менеджер                                                                            |
| 5                                 | Заря Ірина Петрівна               | 03.11.2010            | вища               | позапартійна                            | Музей історії м. Єнакієве, директор                                                                        |
| 6                                 | Белоненко Лариса Анатоліївна      | 03.11.2010            | вища               | член Партії регіонів                    | НВК № 2 м. Єнакієве, директор                                                                              |
| 7                                 | Саітов Дмитро Нуруллайович        | 03.11.2010            | вища               | член Партії регіонів                    | ПАТ «Єнакієвський коксохімпром», начальник автотранспортного цеха                                          |
| 8                                 | Романцов Олександр Миколайович    | 03.11.2010            | вища               | член Партії регіонів                    | НВК № 12 м. Єнакієве, директор                                                                             |
| 9                                 | Масло Віктор Миколайович          | 03.11.2010            | середня            | член Партії регіонів                    | Єнакієвський РЕМ, головний інженер                                                                         |
| 10                                | Кузнєцов Олександр Михайлович     | 03.11.2010            | вища               | член Партії регіонів                    | ВАТ «Енакієвський металургійний завод», начальник доменного цеха                                           |
| 12                                | Садовой Володимир Володимирович   | 03.11.2010            | середня спеціальна | член Партії регіонів                    | ВАТ «Енакієвський металургійний завод», старший горновий доменного цеху                                    |
| 13                                | Побединський Валерій Валерійович  | 03.11.2010            | вища               | член Партії регіонів                    | приватний підприємець                                                                                      |
| 14                                | Кузнєцова Валентина Леонідівна    | 03.11.2010            | вища               | член Партії регіонів                    | НВК № 6 м. Єнакієве, директор                                                                              |
| 15                                | Калугіна Алла Іванівна            | 03.11.2010            | вища               | член Партії регіонів                    | НВК № 8 м. Єнакієве, директор                                                                              |
| 16                                | Бондаренко Іван Йосипович         | 03.11.2010            | вища               | член Партії регіонів                    | НВК № 20 м. Єнакієве, директор                                                                             |
| 17                                | Іщенко Володимир Андрійович       | 03.11.2010            | середня спеціальна | член Партії регіонів                    | СП «ш. Ольховатська» ДП «Орджонікідзевугілля», заступник директора з господарчих та соціальних питань"     |
| 18                                | Кардаш Ігор Гнатович              | 03.11.2010            | вища               | член Партії регіонів                    | СП «ш. Булавинська» ДП «Орджонікідзевугілля», заступник директора з господарських та соціальних питань     |
| 19                                | Богинін Володимир Васильович      | 03.11.2010            | вища               | член Партії регіонів                    | КЛПУ «Міська лікарня № 5 м. Єнакієве», головний лікар                                                      |
| 20                                | Бандурка Олег Володимирович       | 03.11.2010            | вища               | член Партії регіонів                    | ЄПС ДРБУ ОАО «Облдоррембуд», начальник управління                                                          |
| 21                                | Гнездилов Володимир Володимирович | 03.11.2010            | вища               | член Партії регіонів                    | СП «ш. Вуглегірська» ДП «Орджонікідзевугілля», директор                                                    |
| 22                                | Євтягін Сергій Федорович          | 03.11.2010            | вища               | член Партії регіонів                    | ПП «Євтягін», приватний підприємець                                                                        |
| 23                                | Каленіченко Ірина Олександрівна   | 03.11.2010            | вища               | член Партії регіонів                    | НВК № 11 м. Єнакієве, директор                                                                             |
| 24                                | Сергієнко Ігор Вікторович         | 03.11.2010            | вища               | член Партії регіонів                    | СП «ш. Єнакієвська» ДП «Орджонікідзевугілля», директор                                                     |
| 25                                | Бакан Микола Петрович             | 03.11.2010            | вища               | член Партії регіонів                    | СП «ш. Полтавська» " ДП «Орджонікідзевугілля», директор                                                    |
| Політична партія «Сильна Україна» |                                   |                       |                    |                                         | |
| б/м                               | Хомуха Сергій Петрович            | 03.11.2010            | вища               | член Політичної партії «Сильна Україна» | ТОВ «Єнакієвське АТП», директор                                                                            |